# Remedios T. Romualdez
Remedios T. Romualdez est une municipalité de la province d'Agusan del Norte, aux Philippines.

## Baranguays

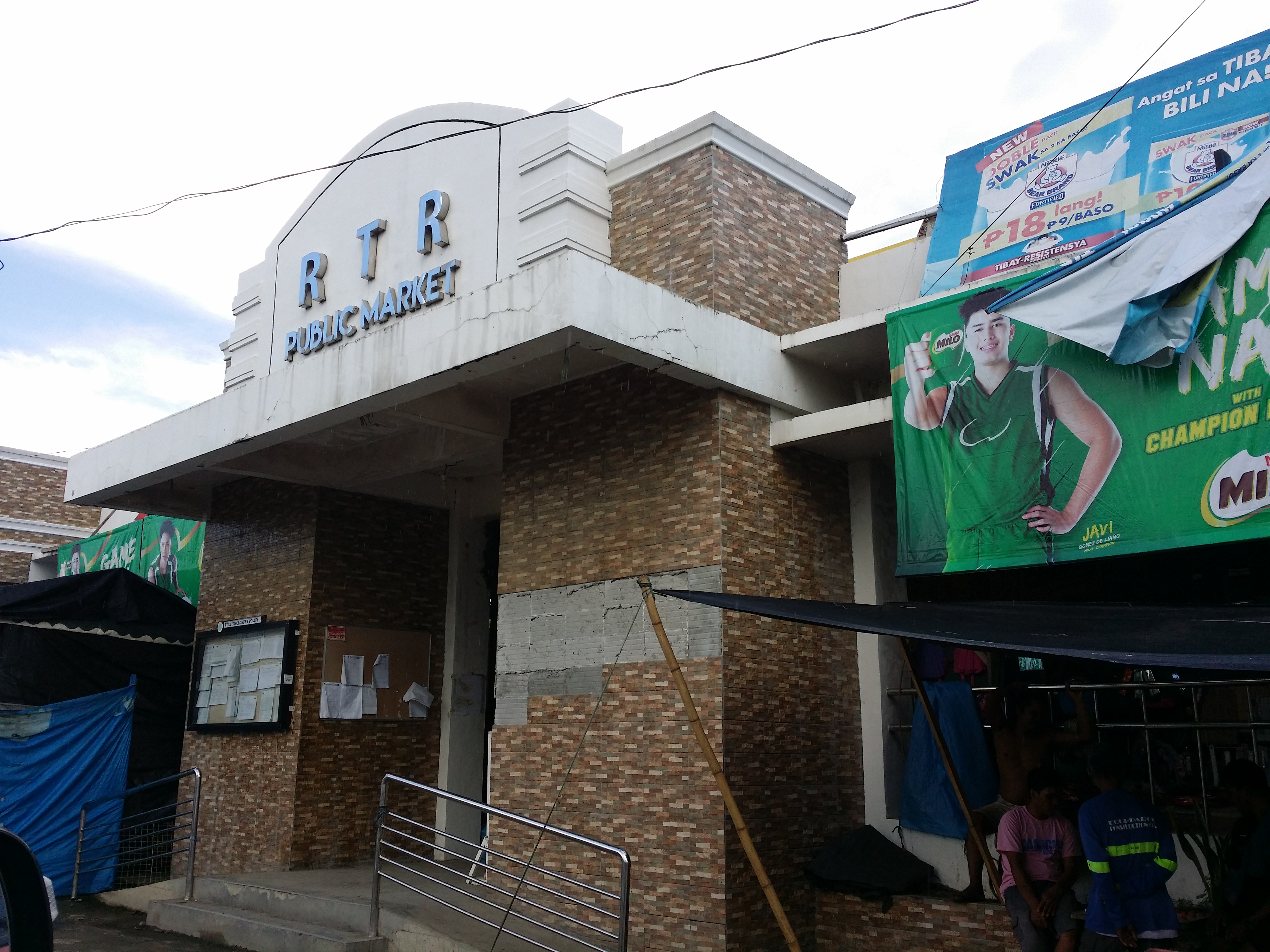
Marché public municipal Remedios T. Romualdez

On y compte huit barangays :
- Poblacion I (Agay) ;
- Balangbalang ;
- Basilisa ;
- Humilog ;
- Panaytayon ;
- San Antonio ;
- Tagbongabong ;
- Poblacion II.